# Who's Lovin' You
«Who's Lovin' You» es una canción de la discográfica Motown, escrita en 1960 por William "Smokey" Robinson. La canción ha sido grabada por muchos artistas entre ellos The Miracles 1960 la versión original, The Temptations, The Supremes, Terence Trent-D'arby, Brenda and The Tabulations, John Farnham, Human Nature y En Vogue. La versión más famosa se atribuye a The Jackson Five.

## Versión deThe Miracles
La canción fue escrita por Smokey Robinson por su grupo The Miracles, que grabó la canción en 1960 para su primer álbum Motown, Hi... We're the Miracles. La canción es un lamento sobre un examante, recordando cómo en su relación fue agrio y se preguntaba quién amar ahora. Un escaparate de vocales es, "Who's Lovin' You" se publicó como un lado-B Motown a su primer éxito, "Shop Around" (la etiqueta de la primera venta de un millón de éxito), y sigue siendo uno de sus más populares canciones. Durante la década de 1960, prácticamente todos los principales Motown acto, de The Supremes a la tentación de Brenda Holloway, registró un remake de la canción

## Versión deThe Jackson 5
El más famoso de la cubierta "Who's Lovin' You", y la que más futuro se basaron en el cubre, se registró el 7 de agosto de 1969 por The Jackson 5. Michael Jackson fue el cantante principal en esta grabación, con sus hermanos Marlon, Tito, Jermaine, Jackie y en coros, Bobby Taylor, The Vancouvers sirvió como productor. The Jackson 5 	
versión de "Who's Lovin 'You" es uno de una serie de primeras grabaciones del grupo realizadas en el estudio de grabación Hitsville EE. UU. en Detroit, Míchigan, con el Funk Hermanos de instrumentación. Justo después de grabar la canción, Berry Gordy trasladó a toda la familia Jackson a Los Ángeles, California, para grabar el éxito de canciones pop que se co-escritura para el grupo con The Corporation.
"Who's Lovin' You" que se incluyó en el primer LP Jackson 5, Diana Ross Presents the Jackson 5, se publicó como lado-B de The Jackson 5 el primer sencillo, "I Want You Back", publicado el 14 de octubre de 1969. Solo fue #1 tanto en las listas de pop y R&B.
Un montaje musical video fue producido posteriormente.
- Datos: Q3567832